# Dorfkapelle Lohma (Pleystein)

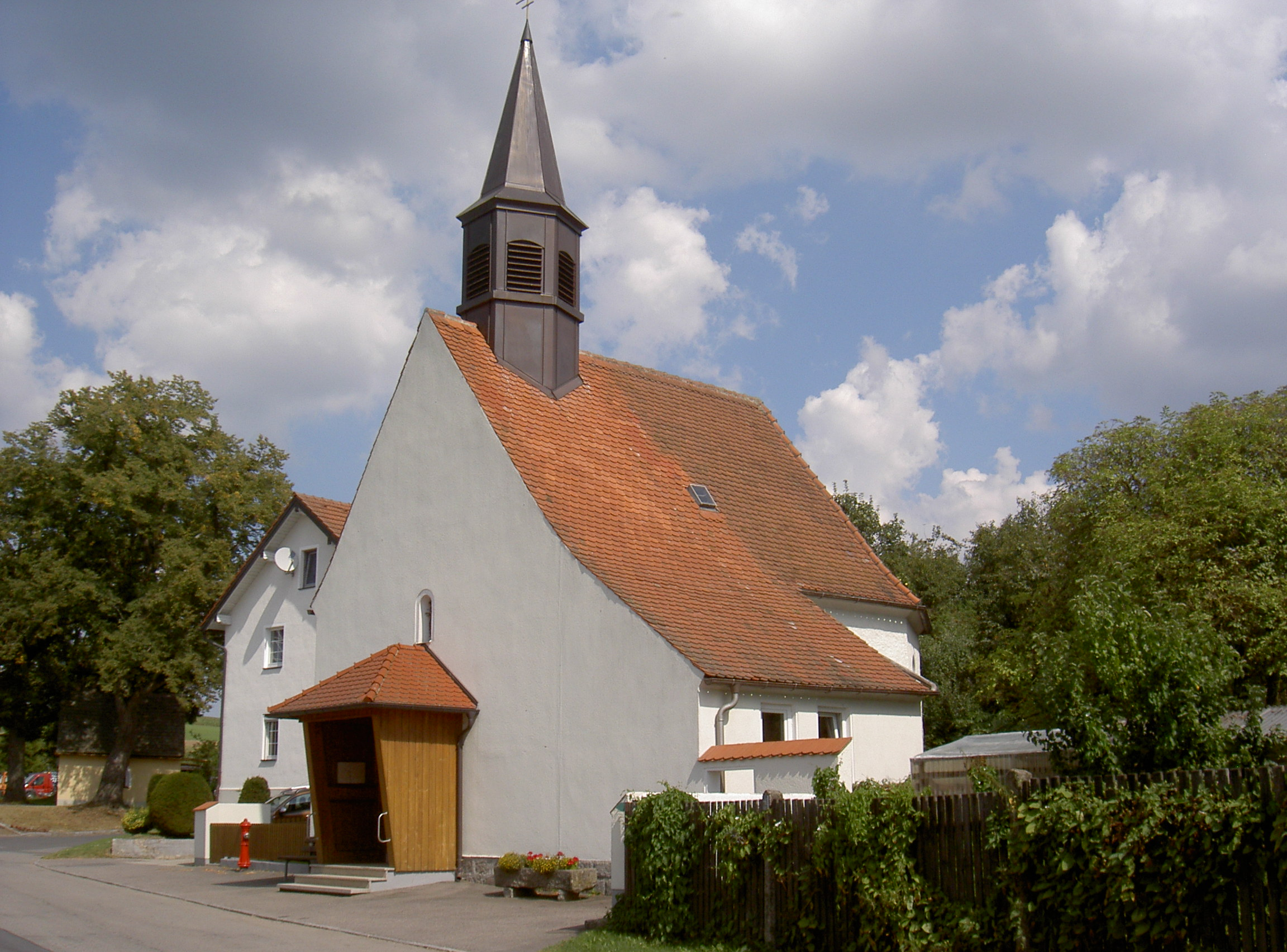
Ortskapelle von Lohma

Die Dorfkapelle Lohma befindet sich im Ortsteil Lohma der oberpfälzischen Stadt Pleystein. Sie gehört pfarrlich zur Expositur Burkhardsrieth innerhalb der „Seelsorgeeinheit Pleystein-Miesbrun-Burkhardsrieth“.

## Geschichte
Da die Alte Dorfkapelle als zu klein erachtet wurde, suchte die Pfarrei Pleystein um die Bau einer größeren Kapelle beim Bistum Regensburg an; das wurde 1924 von Bischöflichen Ordinariat genehmigt. Die Bürgerschaft übernahm die Baulast, aber die Errichtung der Kapelle zog sich drei Jahre wegen unterschiedlicher Ansichten der am Bau Beteiligten hin: Die Aufsichtsbehörde war gegen einen Betonboden, während die Bevölkerung gegen einen Ziegelboden war. Aber 1926 konnte der Bau beendet werden.
Kand. theol. Sauer brachte im Dezember 1926 einen tragbaren Altarstein von Regensburg und am 21. Juli 1927 weihte Pfarrer Anton Sterr die Kapelle ein. Der Kreuzweg wurde am 7. Februar 1929 von Pater Hugolin Pfeleger von Pfreimd geweiht. Von der Familie Kick wurden ein Kelch mit Patene und Löffel gestiftet, die vom Bischof von Eichstätt am 9. März 1931 konsekriert worden waren. Die Glockengießerei Hamm lieferte im Juni 1927 eine Bronzeglocke von 86 kg.

## Baukörper
Die Kapelle ist ein Steildachbau mit einem dreiseitig geschlossenen Chor. Über dem Eingang ist auf dem Dach ein Dachreiter mit einem Spitzhelm angebracht. Bei der Renovierung 1969 wurde auf Anregung von Expositus Hastler rechts vom Eingang eine Sakristei angebaut. Bei dieser Außen- und Innenrenovierung wurden neue Kirchenfenster von der Firma Schneider aus Regensburg eingesetzt, die Statuen wurden neu gefasst. Turm und Dach wurden erneuert und die Außenwände ausgebessert; wieder konnte man sich auf die tätige Mithilfe der Lohmer Bevölkerung verlassen.

## Innengestaltung
Der barocke Altar stand ursprünglich in der Kapelle der Burg Treswitz, kam dann nach Schwarzenfeld und wurde dann von der Dorfgemeinschaft Lohma erworben. Der Innenraum wurde durch den Kirchenmaler Rauch aus Eslarn gestaltet, wobei unter einer Holzdecke ein Deckenfresko mit der Auferstehung Christi freigelegt werden konnte.